# Li Xiangjun
Li Xiangjun (en chino, 李香君; 1624–1654) fue una cortesana, cantante, y música durante la Dinastía Ming. Su vida fue dramatizada en la obra de teatro El abanico de la flor de melocotón.

## Biografía
Li es también referida como Li Ji (chino: 李姬) o Li Xiang (en chino, 李姬) en fuentes contemporáneas. Para demostrar respeto, estudiosos posteriores agregaron el carácter jun (chino: 君) a su nombre. Su nombre de cortesía era Shanzhui (en chino, 君).
Ningún escrito de la época de Li indica dónde nació, pero teorías modernas populares sugieren que era hija de un funcionario, que fue degradado y su familia ejecutada o vendida. Li fue adoptada por el dueño de un burdel en Nankín llamado Casa Meixiang (en chino, 媚香樓), cuyo apellido tomó. Se le enseñó a bailar, cantar, pintura, tocar música, y escribir poesía. La Casa Meixiang era un burdel favorito de literati y funcionarios, con la madre adoptiva de Li siendo conocida por su generosidad y caballerosidad. A los 13 años, Li era una famosa cantante y tañedora de pipa cobrándose 20 taels de oro por invitado a verla.
Li conoció a Hou Fangyu en la Casa Meixiang en 1648. Hou le enviaba sus poemas y Li actuaba para él a cambio. Cuando Hou se ausentó para pasar los exámenes imperiales (que falló), Li le esperó y rechazó actuar para el inspector general del Condado Huaiyang. El idilio de Li con Hou Fangyu se ha considerado uno de los más grandes de la historia china.
Es una de las denominadas Ocho Bellezas de Qinhuai (en chino, 秦淮八艳) descritas por los funcionarios de finales de la dinastía Qing. Las otras famosas cortesanas de este grupo son Ma Xianglan, Bian Yujing (卞玉京), Dong Xiaowan, Liu Rushi, Gu Mei, Kou Baimen (寇白門), y Chen Yuanyuan.

## Residencia

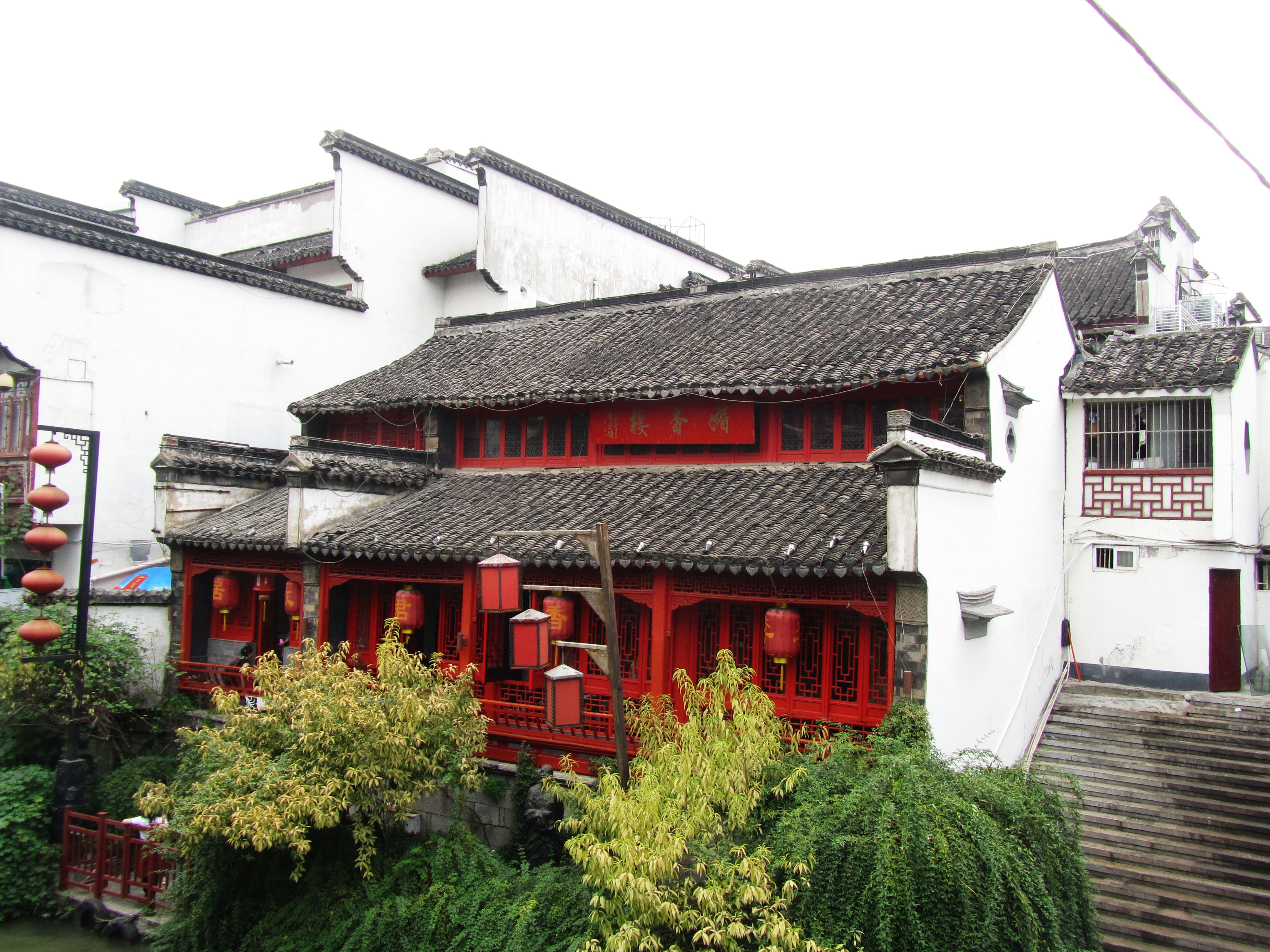
Casa de Li Xiangjun.

La residencia de Li Xiangjun (en chino, 李香君故居) se ha conservado y está abierta al público como parte del patrimonio cultural literario de la ciudad de Nankín. Se localiza en Fuzimiao, en la orilla del río Qinhuai.